# Јорданов-1
Јорданов-1 (буг. Йорданов-1) је једномоторни, двокрилни извиђачки авион које је у току Првог светског рата пројектовао Асен Йорданов по коме је авион и добио име. Уједно то је био први Бугрски авион властите конструкције који је направљен у Аеропланском одељењу Бугарског ваздухопловства.

## Пројектовање и развој
У  Аеропланском оделењу, Асен  Јорданов је стекао стручност и конструисао је први авион бугарске производње, који је направљен  у лето 1915. Авион  је потом назван Диплане  Јорданов - 1. А. Јорданов је већ у младим годинама постао познат као конструктор, математичар и изумитељ. У нови авион је увео вредан нови уређај, наиме функцију која спречава губитак висине авиона.
Авион Асена Јорданова на први поглед је био сличан авионима тог времена. То је био двокрилни авион са крилима релативно малог размаха, ради смањења тежине и са повећаним размаком између њих, ради побољшања аеродинамичког ефекта доњег крила. Крила су му била  слична крилима Албатроса. Кокпит и труп су пројектовани са пуно пажње у циљу смањења аеродинамичког отпора. Стајни трап је ојачан двоструким удвојеним точковима што је повећало стабилност и сигурност при слетању.
Јорданов је за свој пројект добио стипендију за студије у иностранству. Његов следећи,  још амбициознији пројекат био је тежи вишемоторни авион. Нажалост, почетек Првог светског рата пореметио је његове планове.
Први пробни лет извео је 7. августа 1915. пилот Гаврил Стојанов. Неколико „службених“ летова капетан Радула Милкова обавио је 10. августа 1915. па се на основу тога 10. август 1915. године сматра датумом оснивања бугарске авионске индустрије.

## Технички опис
Труп му је правоугаоног попречног пресека, дрвене решеткасте конструкције. Предњи део, у коме је био смештен мотор је био обложен алуминијумским лимом, на коме су се налазили отвори за излазак топлог ваздуха из моторског простора, део око кабина је био обложен дрвеном лепенком а остали део трупа је био облепљен платном. Носач мотора је био од заварених челичних цеви. Пилот је седео у првом отвореном кокпиту и био је заштићен малим ветробранским стаклом. У другом кокпиту је седео извиђач.
Авион је био опремљен течношћу хлађеним линијским моторима, Аргус снаге 100 KS (73 kW). Хладњак за воду се налазио са спољне стране трупа авиона. Резервоар за гориво је био окачен за горње крило а напајање мотора горивом је било гравитационо. На вратилу мотора је била причвршћена двокрака, вучна, дрвена елиса, непроменљивог корака.
Крила су била дрвене конструкције пресвучена импрегнираним платном релативно танког профила. Крилца за управљање авионом су се налазила само на горњим крилима. Крила су између себе била повезана са шест пари паралелних упорница. Затезачи су били од клавирске челичне жице. Крила су била једнака по ширини и правоугаоног облика а доње крило је имало мањи размах од горњег крила..  Доње и горње крило су била поравната по својим нападним ивицама. Конструкције репних крила и вертикални стабилизатор као и кормило правца и дубине су била направљена од дрвета пресвучена платном.
Стајни орган је био класичан фиксан са осовином, а на репном делу се налазила еластична дрвена дрљача.
Авион није био наоружан.

## Земље које су користиле овај авион
- Бугарска